# Ong Teng Cheong
Ong Teng Cheong (in cinese 王鼎昌; Singapore, 22 gennaio 1936 – Singapore, 8 febbraio 2002) è stato un politico singaporiano.
È stato il quinto Presidente di Singapore, in carica dal settembre 1993 all'agosto 1999.